# Charles Lindbergh
Charles Augustus Lindbergh (født 4. februar 1902, død 26. august 1974) var en amerikansk pilot, der i 1927 opnåede pludselig berømmelse, da han som den første person fløj non-stop solo over Atlanterhavet. Samme år modtog Lindbergh præsidentens udmærkelse Medal of Honor og blev også den første 'Man of the Year' udnævnt af Time Magazine.

## Turen over Atlanten
Kl. 7.52 den 20. maj 1927 lettede Charles Lindbergh med "Spirit of St. Louis" fra den nu nedlagte lufthavn Roosevelt Field på Long Island for at begynde historiens første soloflyvning over Atlanterhavet. Han landede i Frankrig 33½ time senere.